# Jean-Paul Valabrega
Jean-Paul Valabrega, né le 21 juin 1922 à Saint-Claude (Jura) et mort le 25 janvier 2011 à Paris, est un philosophe et psychanalyste français.

## Biographie
Jean-Paul Valabrega a été résistant durant la Seconde Guerre mondiale.[réf. nécessaire] Il est analysé par Georges Parcheminey puis par Jacques Lacan qu'il suit en 1953 dans la Société française de psychanalyse puis en 1964 dans l'École freudienne de Paris. Il la quitte en 1969, pour fonder avec Piera Aulagnier et François Perrier, le Quatrième Groupe. 
Entré au comité de rédaction de Topique lors de sa fondation en 1969, il en devient codirecteur, avec Sophie de Mijolla-Mellor, après la disparition de Piera Aulagnier. Le Quatrième Groupe lui a consacré ses journées scientifiques en 2013, avec des contributions d'Edgar Morin, Michelle Moreau Ricaud, Muriel Djeribi-Valentin et Gérard Bazalgette.
Avec Nicole Belmont, il a animé un séminaire d'anthropologie à l'École des hautes études en sciences sociales.
Il meurt le 25 janvier 2011 à Paris et est inhumé le 2 février 2011 au cimetière du Montparnasse.

## Ouvrages
- Phantasme, mythe, corps et sens. Paris, Payot, 1977.
- Techniques psychothérapeutiques en médecine. Avec Michael Balint, Enid Balint, Judith. Dupont, Payot, 1970.
- « Fondement psycho-politique de la censure », Communications, 9, 1967, p.114-121.
- La Relation thérapeutique, 1962.
- La formation du psychanalyste, Payot, coll. « Bibliothèque scientifique »  (ISBN 2228887994)
- Les mythes, conteurs de l'inconscient : Questions d'origine et de fin, Payot, coll. « Bibliothèque scientifique », 2001,  (ISBN 222889494X)

### Traductions
- Michael Balint, Le médecin, son malade et la maladie de Michael Balint, Payot, coll. « Bibliothèque scientifique »e,  (ISBN 2228890472)